# Torcé-Viviers-en-Charnie
Torcé-Viviers-en-Charnie – miejscowość i gmina we Francji, w regionie Kraj Loary, w departamencie Mayenne.
Według danych na rok 1990 gminę zamieszkiwało 647 osób, a gęstość zaludnienia wynosiła 13 osób/km² (wśród 1504 gmin Kraju Loary Torcé-Viviers-en-Charnie plasuje się na 755. miejscu pod względem liczby ludności, natomiast pod względem powierzchni na miejscu 74.).